# 国鉄150形蒸気機関車

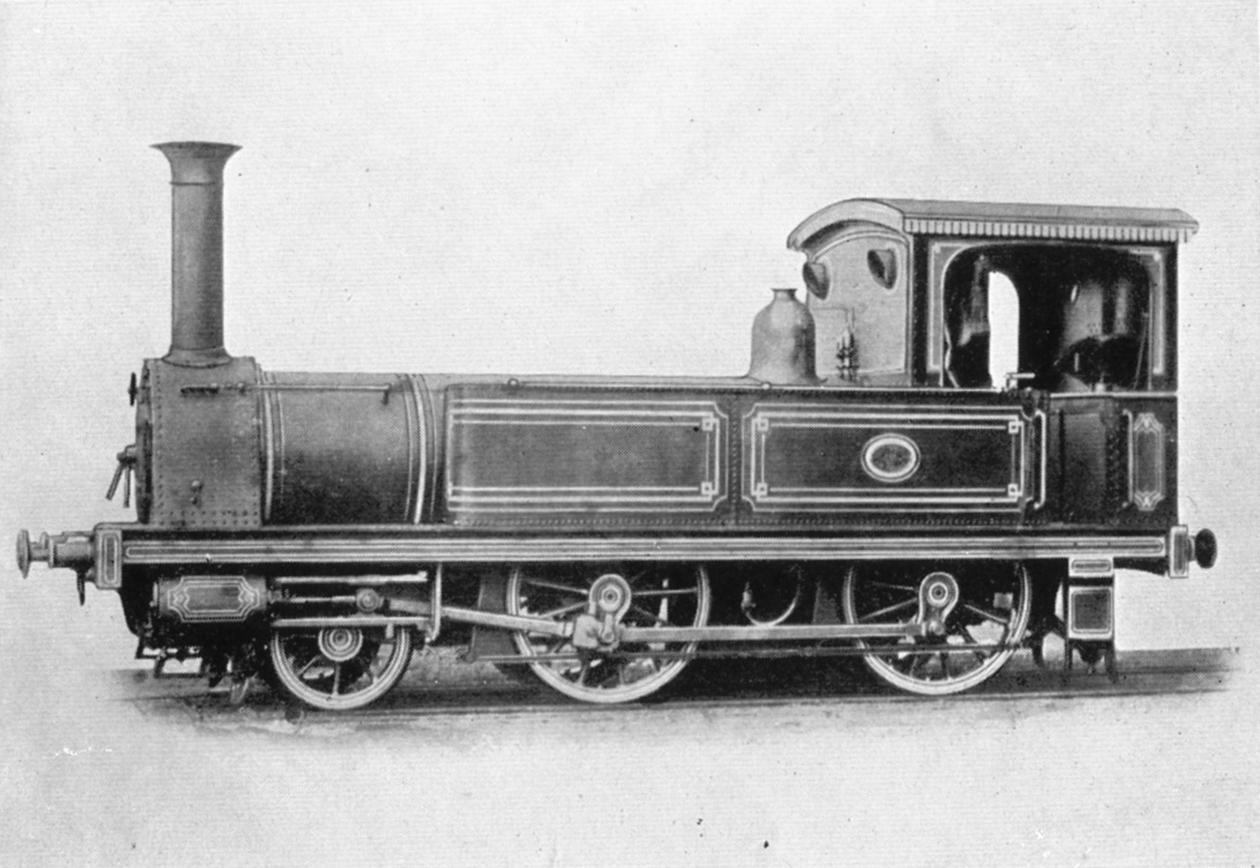
1号機関車（原形）

150形は、かつて日本国有鉄道の前身の一つである工部省鉄道寮に所属した蒸気機関車である。
1872年（明治5年）、日本で最初の鉄道開業に際してイギリスから輸入された蒸気機関車5形式10両中の1形式で、1両のみが輸入された。1号機関車と呼ばれている。1871年（明治4年）、バルカン・ファウンドリー社 (Vulcan Foundry Co., Ltd.) 製（製造番号614）である。国の重要文化財に指定されている。

## 構造
動輪直径は1,295mm（4フィート3インチ）、車軸配置は2-4-0 （1B）で2気筒単式の飽和式タンク式蒸気機関車である。
弁装置は当時多かったスチーブンソン式、安全弁はサルター式となっている。
長年にわたる使用期間中、随所に改造が加えられており、製造時の形態からは相当な変化が生じている。当初かなりオープンな構造だった運転台には外覆が整備され、ボイラー位置も209mm（8 1/4in）高くされた。運転台直前にあった蒸気ドームはボイラー中央部に移設され、元のドーム位置には汽笛が設けられている。この改造は、1884年（明治17年）7月から翌年6月にかけ、神戸工場（兵庫県神戸市）で実施されている。後述の神戸地区への転用は、この改造を見越してのものであったと思われる。

## 運転・経歴
同時に発注された10両のうち、最も早く日本に到着した本機は1と付番され、1872年10月14日（新暦）の 横浜 - 新橋 間鉄道開業後は、客貨問わずに使用された。しかし、使用成績は思わしくなく、現場ではその改善に腐心したようである。1872年8月から1885年6月までの走行距離は104,641哩で、2 - 9（のちの160形、190形など）の半分弱、最も使用成績の良くなかったとされる10（のちの110形）の2倍程度であったという。
横浜 - 新橋 間で約8年間使用された後、1880年（明治13年）11月には東海道線神戸地区へ転用された。1885年には前述の大改造後、半田に送られ、中山道幹線の建設資材輸送用に使用された。1905年（明治38年）には、大阪地区で入換専用になっているのが確認されている。
本機の番号は、1907年（明治40年）の鉄道作業局の終わりまでは一貫して「1」であり、1894年の分類ではE形、1898年の鉄道作業局の分類ではA1形となった。1906年（明治39年）の鉄道国有法施行を受けて1909年に実施された鉄道院の車両称号規程では、150形 (150) と定められた。
本機は、1911年（明治44年）4月1日付けで島原鉄道の開業用に譲渡され、同社の1となって客貨牽引に用いられた。同社では、正面の煙室戸にアメリカ合衆国製機関車のようなクランプ金具（クリート）が取付けられ、蒸気ドーム覆いは、円筒形の不細工なものに交換された。ドームと汽笛の間には同じく鉄道院から払い下げを受けた元九州鉄道のクラウス製蒸気機関車から流用されたと思われるドイツ風の砂箱が設置され、オリジナルでは側水槽の前方と踏段の裏側にあった角形の砂箱は撤去されている。
昭和の初め頃、元鉄道記者の青木槐三が貴重な1号機関車として当時の鉄道省への返還・保存のための運動を始めた。その甲斐あって、1930年（昭和5年）、600形656号機との交換で鉄道省に戻ることになった。島原鉄道ではまだ十分に活用できると考えていたために、このような交換となったのである。同年7月3日、本機は諫早駅で盛大な惜別式を行ない、「送国宝一号機関車」と書かれた幟を飾って鉄道省に引き渡された。その際、創業者で当時の社長・植木元太郎は、創業期に功績のあった機関車への感謝の念を込め「惜別感無量」と自筆揮毫したプレートを誂えて、側水槽に装着させた。このプレートは現在でも本機に装着されている。

## 保存
国鉄返還後大宮工場で整備され、工場内にあった「鉄道参考品陳列所」で仮展示されていたが、1936年（昭和11年）に東京市（当時）万世橋の交通博物館に移され、同館で静態保存された。一時期、5000形から取り外した蒸気ドーム覆いをつけていたこともあったが、現在は外されている。また、島原鉄道時代に取付けられた砂箱なども取り外され、原型に復している。塗色についても収蔵当初は黒色であったが、1971年（昭和46年）からは鉄道創業期を想定した緑地に黄色のライニングを施した塗色となり、1984年（昭和59年）になって再び黒色とされている。交通博物館閉館後は、2007年（平成19年）10月14日に開館した鉄道博物館に展示されている。現在の塗装については「明治30年頃の姿を再現した」と説明板に記載がある。
本機は1958年（昭和33年）に第1回の鉄道記念物に指定され、1997年（平成9年）4月18日には鉄道車両として初めて国の重要文化財（歴史資料）に指定された（重要文化財指定名称は「一号機関車」）。
東日本旅客鉄道（JR東日本）は2022年（令和4年）、鉄道開業150年記念の一環として、メタバース内の仮想駅「Virtual AKIBA World」で1号機関車を展示した（同年11月10日まで）。
他に、2018年（平成30年）には地域おこしの一環として実物大の段ボール模型が製作され、期間限定で島原市平成町の島原復興アリーナに展示された。
また、絵本『きかんしゃ やえもん』（阿川弘之文・岡部冬彦画）は、この機関車をモチーフにした物語である（火の粉による火災に業を煮やした沿線住民が蒸機の廃止と気動機化を要求、スクラップにされるため工場へ向けて電気機関車に牽引されていた「やえもん」が交通博物館学芸員の目に留まり保存へ、というシンデレラ・ストーリー型の話）。